# Kingwood (Nyugat-Virginia)
Kingwood település az Amerikai Egyesült Államok Nyugat-Virginia államában, Preston megyében, melynek megyeszékhelye is. Lakosainak száma 2980 fő (2020. április 1.).

## Népesség
A település népességének változása:

| 2010 | 2 939 |
| 2020 | 2 980 |